# Tafsir al-Razi
 (novembre 2021).
La mise en forme du texte ne suit pas les recommandations de Wikipédia : il faut le « wikifier ».
Les points d'amélioration suivants sont les cas les plus fréquents. Le détail des points à revoir est peut-être précisé sur la page de discussion.
- Les titres sont pré-formatés par le logiciel. Ils ne sont ni en capitales, ni en gras.
- Le texte ne doit pas être écrit en capitales (les noms de famille non plus), ni en gras, ni en italique, ni en « petit »…
- Le gras n'est utilisé que pour surligner le titre de l'article dans l'introduction, une seule fois.
- L'italique est rarement utilisé : mots en langue étrangère, titres d'œuvres, noms de bateaux, etc.
- Les citations ne sont pas en italique mais en corps de texte normal. Elles sont entourées par des guillemets français : « et ».
- Les listes à puces sont à éviter, des paragraphes rédigés étant largement préférés. Les tableaux sont à réserver à la présentation de données structurées (résultats, etc.).
- Les appels de note de bas de page (petits chiffres en exposant, introduits par l'outil «  Source ») sont à placer entre la fin de phrase et le point final[comme ça].
- Les liens internes (vers d'autres articles de Wikipédia) sont à choisir avec parcimonie. Créez des liens vers des articles approfondissant le sujet. Les termes génériques sans rapport avec le sujet sont à éviter, ainsi que les répétitions de liens vers un même terme.
- Les liens externes sont à placer uniquement dans une section « Liens externes », à la fin de l'article. Ces liens sont à choisir avec parcimonie suivant les règles définies. Si un lien sert de source à l'article, son insertion dans le texte est à faire par les notes de bas de page.
- La présentation des références doit suivre les conventions bibliographiques. Il est recommandé d'utiliser les modèles {{Ouvrage}}, {{Chapitre}}, {{Article}}, {{Lien web}} et/ou {{Bibliographie}}. Le mode d'édition visuel peut mettre en forme automatiquement les références.
- Insérer une infobox (cadre d'informations à droite) n'est pas obligatoire pour parachever la mise en page.

Pour une aide détaillée, merci de consulter Aide:Wikification.
Si vous pensez que ces points ont été résolus, vous pouvez retirer ce bandeau et améliorer la mise en forme d'un autre article.
 (juin 2022).
Mafatih al-Ghayb (en arabe : مفاتيح الغيب ' clés de l'inconnu' ), Généralement connu sous le nom d' Al-Tafsir al-Kabir (en arabe : التفسير الكبير ' Le Grand Commentaire' ), est un livre de tafsir islamique classique, écrit par le théologien et philosophe islamique persan du XIIe siècle, Fakhruddin Razi (d.1210). Le livre est une exégèse et un commentaire du Coran. Avec 32 tomes, il est encore plus volumineux que les 28 tomes de Tafsir al-Tabari . Il n'est pas rare que des ouvrages modernes s'en servent comme référence.
L'une de [ses] préoccupations majeures était l'autosuffisance de l'intellect. [...] [Il] croyait [que] les preuves basées sur la tradition (hadith) ne pouvaient jamais conduire à la certitude (yaqin) mais seulement à la présomption (zann), une distinction clé dans la pensée islamique. [...] [Cependant] sa reconnaissance de la primauté du Coran grandit avec l'âge. [...] [Le rationalisme d'Al-Razi] tient sans doute une place importante dans le débat de la tradition islamique sur l'harmonisation de la raison et de la révélation. Dans ses dernières années, il montra également un intérêt pour le mysticisme, bien que cela n'ait jamais constitué une partie importante de sa pensée.

## Caractéristiques
Le Mufti Muhammad Taqi Usmani a écrit :
De même que Tafsir Ibn Kathir est l'exégèse la plus concise et la plus incomparable d'un point de vue narratif, de même il n'y a pas de parallèle avec Tafsir Kabir en ce qui concerne les sciences de la Raison. Certains ont fait une drôle de remarque sur cette exégèse (Il y a de tout sauf de l'exégèse). Mais le fait est que cette remarque est cruellement injuste envers ce livre parce que ce livre n'a pas d'égal dans l'interprétation des significations du Coran. Les principales caractéristiques de ce livre sont :
1. L'imam Razi avait écrit cette exégèse jusqu'à la sourate al-Fatḥ à sa mort. Par conséquent, après cette sourate, un autre érudit Qāḍi Shahāb-ud-dīn bin Khalīl al-Khaulī, al-Damashqī (mort en 639 AH) ou Cheikh Najm-ud-dīn Aḥmad bin Al-Qamūli (mort en 777 AH) l'a complétée. C'est si merveilleusement fait et le style de l'Imām Rāzi a été si soigneusement maintenu que quiconque n'est pas au courant de ce fait ne soupçonnerait jamais que cela a été écrit par quelqu'un d'autre que l'Imām Rāzi.
2. L'explication, la composition grammaticale et le contexte de la révélation, ainsi que toutes les narrations qui s'y rapportent, ont été décrits par l'Imām Rāzi de manière organisée avec clarté et détail. Ainsi, le nombre de dictons expliquant un verset particulier sont reproduits ensemble et facilement observables. Dans d'autres exégèses, ces discussions sont généralement dispersées ou désorganisées, ce qui prend du temps. Mais à Tafsīr Kabīr, ils peuvent être trouvés à un seul endroit et très bien organisés.
3. Il a décrit en détail la grandeur et la majesté du Coran.
4. Les injonctions légales relatives à un verset ont été décrites avec des motifs détaillés.
5. Chaque interpolations introduites par les sectes et les intellectuels égarés dans le sens de tout verset ont été décrites en détail puis réfutées avec des arguments détaillés. De cette manière, il contient une forte réfutation de toutes les sectes erronées de son temps, à savoir, Jahmiyyah, Muʿtazilah, Mujassimah [ar], Ibāhiyyah, etc.
6. Une caractéristique très spécifique de Tafsīr Kabīr à laquelle très peu d'attention a été accordée est la description du lien entre les versets du Coran. C'est un fait que la raison d'un lien et d'une affinité entre les versets décrits par lui est si désinvolte, attrayante et raisonnable que non seulement cela donne un sentiment de satisfaction mais aussi un sentiment extatique d'élégance et de grandeur du Coran.
7. Les injonctions coraniques et leurs mystères et expédients ont été très joliment mis en évidence.

En bref, Tafsīr Kabīr est une exégèse très concise et mon expérience personnelle est que chaque fois que j'ai trouvé une difficulté, cela m'a guidé vers la bonne réponse. [...] Cependant, certaines choses doivent être gardées à l'esprit à propos de cette exégèse :
1. Les narrations de Tafsīr Kabīr, comme d'autres exégèses, sont une collection de forts et de faibles ensemble.
2. À l'occasion, l'Imām Rāzi a adopté un point de vue différent de celui des autres commentateurs. Par exemple, il a rejeté la tradition authentique [...] (Ibrahim n'a menti qu'à trois reprises).

Le Mufti Muhammad Taqi Usmani a également écrit dans son autobiographie :
La réalité est que la manière systématique dont l'Imam Razi (que la miséricorde d'Allah soit sur lui) a présenté les problèmes liés au Tafsir est sans précédent dans aucun autre Tafsir. Il est vrai qu'il a élucidé les questions liées à Kalam dans des détails élaborés, mais il l'a fait après avoir clarifié les discussions liées au Tafsir, et c'était aussi le besoin de son époque. Mais cela ne peut en aucun cas être utilisé pour minimiser la valeur de son Tafsir. Surtout en ce qui concerne le sujet de l'arrangement du Noble Coran et des liens mutuels entre ses versets, ses explications sont plutôt satisfaisantes la plupart du temps.
Maulana Sayyid Muhammad Yoosuf Binnori a écrit dans son article Yateematu-l-Bayaan[réf. nécessaire] que son révérend professeur Sayyid Muhammad Anwar Shah Kashmiri avait l' habitude de dire :
"De toutes les choses difficiles dans le Coran, je n'ai trouvé aucune difficulté que l'Imam Razi n'ait pas traitée. C'est une autre affaire que parfois il ne pouvait pas présenter une solution aux difficultés qui pouvait satisfaire l'âme."

## Voir également
- Tafsir al-Baydawi
- Tafsir al Nisaburi
- Liste des travaux de tafsir
- Liste des livres sunnites